# Rugby a 15 ai IX Giochi del Mediterraneo
Nel 1983 la disciplina del rugby a 15 partecipò per la terza volta alla manifestazione dei Giochi del Mediterraneo, ospitati in Marocco per la loro 9ª edizione.
A prendere parte al torneo furono soltanto quattro formazioni nazionali: l'Italia, il Marocco, Paese ospitante, la Spagna e la Francia, che, come da consuetudine, partecipò schierando una formazione "XV", non ufficiale per la Federazione francese che non avrebbe riconosciuto la presenza internazionale ai proprio giocatori.
La competizione ebbe luogo a Casablanca dal 7 al 19 settembre allo Stadio Mohamed V; essa fu articolata in un unico girone all'italiana con incontri di sola andata tra le squadre nazionali.
Al termine delle gare, la nazionale francese si classificò al primo posto vincendo tutti e tre gli incontri in programma, mentre l'Italia si aggiudicò la medaglia d'argento superando Spagna e Marocco. Il bronzo fu invece assegnato alla nazionale marocchina, che vinse l'unico match contro la Spagna finita quarta.

## Torneo

### Incontri
| Casablanca 7 settembre 1983 | Italia | 27 – 9 referto | Spagna | Stadio Mohamed V\| Arbitro: \| Roulle \| |
| Arbitro:                    | Roulle |                |        |                                          |

| Casablanca 8 settembre 1983 | Marocco | 15 – 25 referto | Francia XV | Stadio Mohamed V |

| Casablanca 10 settembre 1983 | Marocco | 9 – 15 referto | Italia | Stadio Mohamed V\| Arbitro: \| Roulle \| |
| Arbitro:                     | Roulle  |                |        |                                          |

| Casablanca 13 settembre 1983 | Marocco | 10 – 3 | Spagna | Stadio Mohamed V |

| Casablanca 13 settembre 1983 | Francia XV | 26 – 12 referto | Italia | Stadio Mohamed V\| Arbitro: \| Baraka \| |
| Arbitro:                     | Baraka     |                 |        |                                          |

| Casablanca 19 settembre 1983 | Francia XV | 60 – 0 | Spagna | Stadio Mohamed V |

### Classifica finale
| pos     | Squadra | G. | V. | N. | P. | P+  | P- | Diff. | Pt. |
| Oro     | Francia | 3  | 3  | 0  | 0  | 111 | 27 | 84    | 6   |
| Argento | Italia  | 3  | 2  | 0  | 1  | 54  | 44 | 10    | 4   |
| Bronzo  | Marocco | 3  | 1  | 0  | 2  | 34  | 43 | -9    | 2   |
| 4       | Spagna  | 3  | 0  | 0  | 3  | 12  | 97 | -85   | 0   |